# Lundu

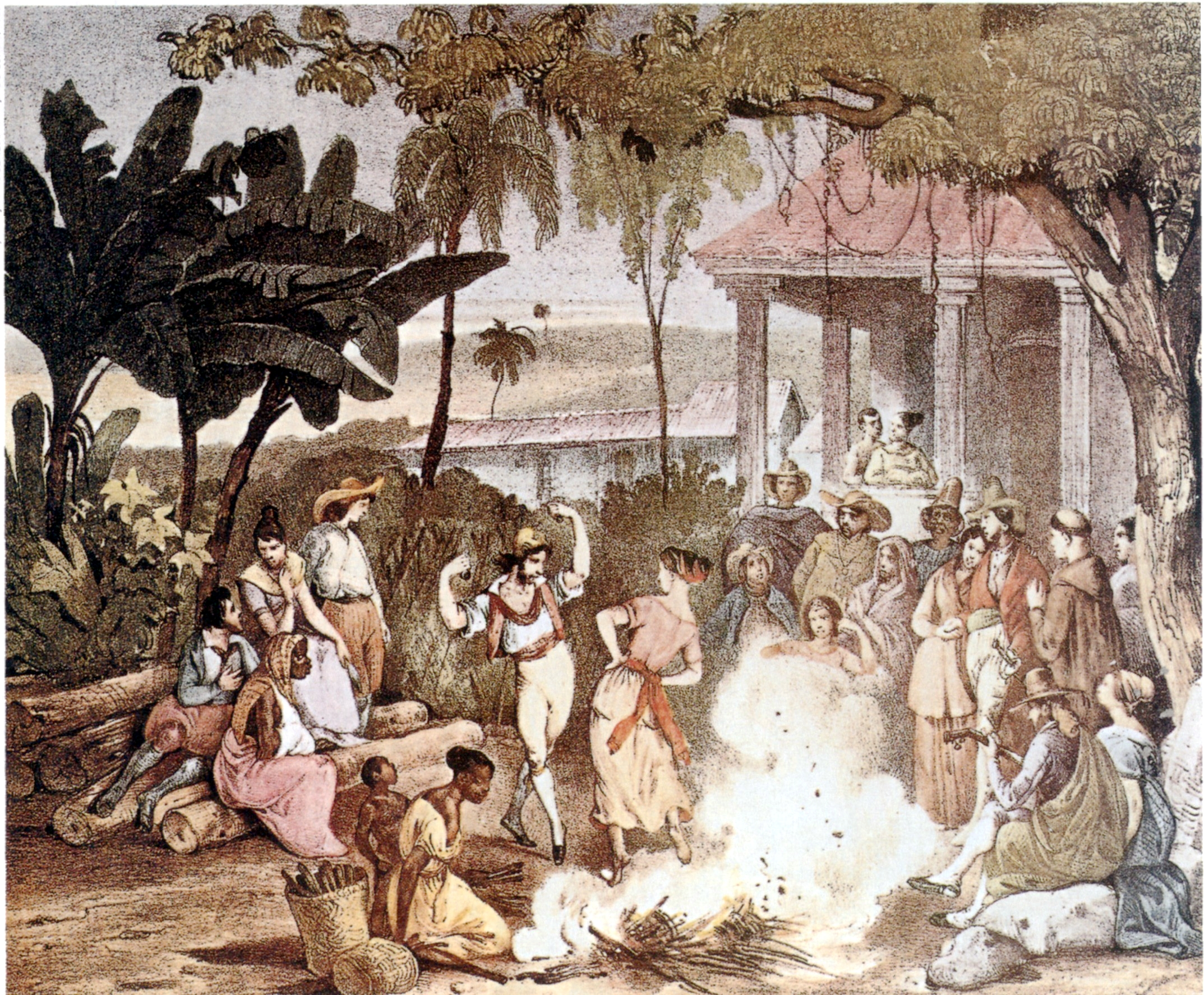
O lundu praticado no século XIX, em gravura de Rugendas.

O lundu, também conhecido como landum, lundum e londu, é uma dança e canto de origem africana introduzido no Brasil provavelmente por escravos de Angola.
Originado no batuque africano, o lundu em fins do século XVIII não era ainda uma dança brasileira, mas uma dança africana no Brasil, e começou a ser mencionada em documentos históricos a partir de 1780.
Musicólogos afirmam que o samba tem sua origem no lundu, por via do maxixe, mas há controvérsias quanto a esse ponto.[carece de fontes?] Outros musicólogos, como Samuel Mello Araujo Junior, sinaliza que no lundu há também elementos da cultura cigana, sendo, portanto, uma expressão musical intercultural.

## História

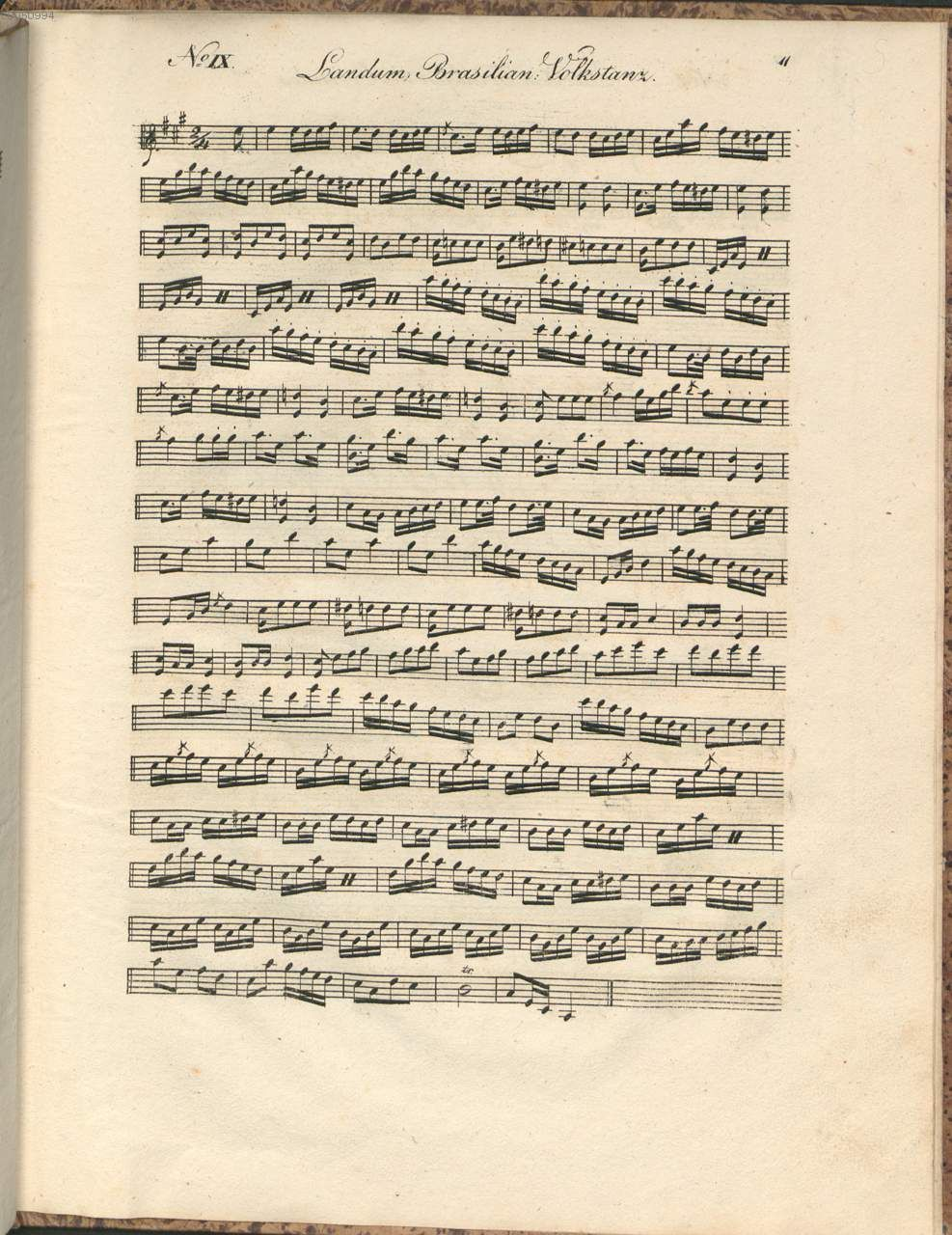
Lundu instrumental recolhido por Von Martius em sua viagem ao Brasil entre 1817 e 1820, publicado como anexo do livro "Viagem pelo Brasil", de Spix e Martius. É o registro musical mais antigo que se conhece do lundu..

Em Portugal, o lundu recebeu polimentos da corte, como o uso dos instrumentos de corda, mas foi proibido por Dom Manuel por ser “contrário aos bons costumes”. Ao vir diretamente de Angola para o Brasil, porém, recuperou aqui o acento jocoso, mordaz e sensual que incomodara a sociedade lisboeta.
Nos finais do século XVIII, presente tanto no Brasil como em Portugal, o lundu evolui como uma forma de música urbana, acompanhada de versos, na maior parte das vezes de cunho humorístico e lascivo, tornando-se uma popular dança de salão.
Em terras brasileiras, a dança do lundu foi cultivada por negros, mestiços e brancos e, durante o século XIX, o lundu virou lundu-canção, sendo apreciado em circos, casas de chope e salões do Império. Com essa popularidade, tornou-se o primeiro gênero musical a ser gravado no Brasil, com a canção "Isto é bom", na voz de Baiano em 1902 pela Casa Edison.
O lundu saiu de evidência no início do século XX, mas deixou seu legado, principalmente no que tange ao ritmo sincopado, no maxixe (outra forma musical híbrida urbana que também deve suas origens à polca e à habanera).

## Características

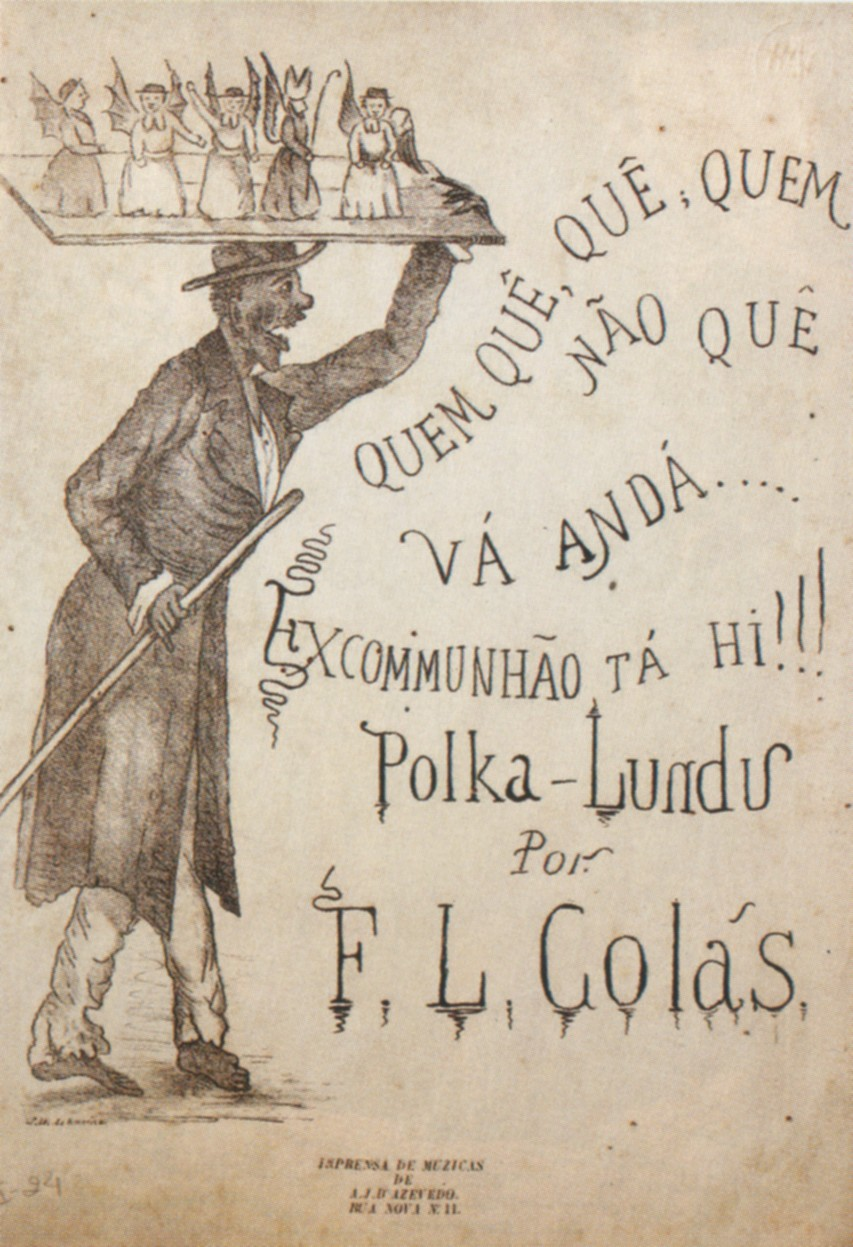
Capa da partitura de lundu, de Francisco Libânio Colás, séc. XIX.

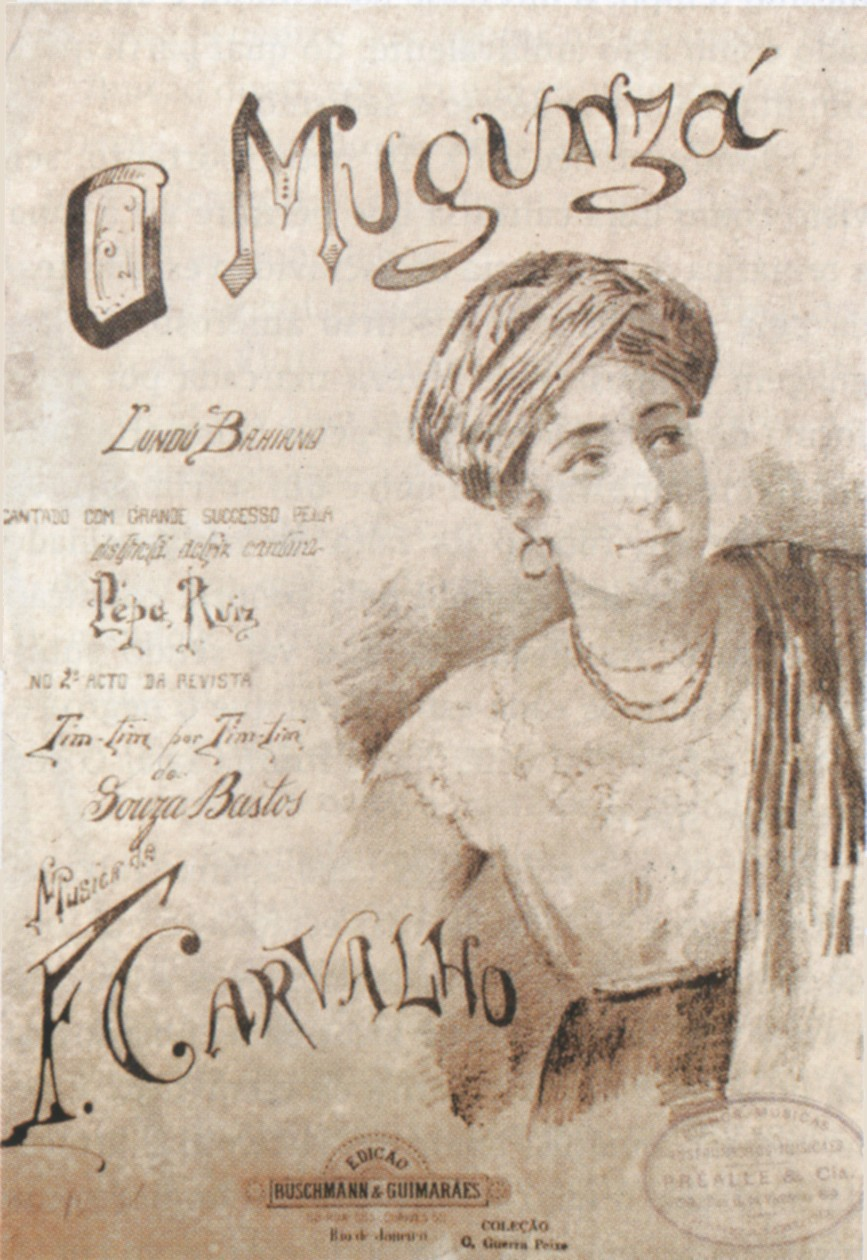
Capa do lundu "O Mugunzá", de Francisco Carvalho, séc. XIX.

O lundu na suas origens tinha sistemática simples, a qual ainda podemos observar na dança de roda, sua familiaridade.
- Músicos iniciam o ritmo Lundu. As pessoas que querem dançar aproximam-se, já entrando na dança. Um sinal da viola é emitido e a primeira dançarina abre espaço no centro da roda que logo se forma com o grupo.

Forma-se a roda e ela fica no centro dançando até convidar alguém para substituí-la.
- O convite pode ser uma batida de pé diante da pessoa, palmas diante da pessoa, uma umbigada ou um toque de ombros à esquerda e em seguida outro à direita.

A dançadora convidada vai para o centro dançar.
- Dança no centro até escolher quem vai substituí-la. Pode ser uma mulher ou um homem. E as substituições continuam por várias vezes.

Quando esta no meio da roda, o dançador faz evoluções inteiramente relaxado, braços caídos ao longo do corpo, pernas meio fletidas, mantendo um sapateio em que a planta do pé bate inteiramente no chão, ao ritmo da música.
A predominância dos dançadores é de mulheres. Homens em geral ficam apenas olhando ao redor, mas ao serem convidados vão para o centro dançar.
Se ao sair convidam uma dançadora com umbigada, faz-se grande algazarra no grupo. Não se registra umbigada de homem em homem, mas entre mulheres há umbigada indistintamente em outra mulher ou em homem.
Em várias documentações consultadas há referência de proibição da umbigada entre parentes próximos – pai e filha, padrinho e afilhada. 
“Havia mulatos célebres, aplaudidos nos salões por darem ao lundu um acento libidinoso como ninguém: era uma feiticeira melodia sibarita, em lânguidos compassos entrecortados, como quando falta o fôlego, numa embriaguez de sensualidade voluptuosa.” (Oliveira Martins, História de Portugal, vol. II, Lisboa, 1920).

## Estilos

### Lundu marajoara
Uma modalidade do lundu, a dança de roda, ainda é praticada na Ilha de Marajó e nos arredores de Belém, no estado do Pará, recentemente grupos culturais do entorno do DF reiniciaram essa prática.

### Lundu baiano
Acredita-se que o lundu baiano ou simplesmente baiano tenha surgido durante o século XVIII no contexto das comunidades de mestiços e afrodescendentes nas zonas rurais e sertanejas da Bahia, e disseminou-se pelo Nordeste brasileiro formando variantes, sendo um ritmo popular por toda região já no século XIX, bastante apreciado pelo povo sertanejo. Há exemplos de canções do baiano em registros históricos, como o primeiro lundu da Bahia (anônimo) e segundo lundu da Bahia (anônimo). 
O lundu baiano posteriomente ficou conhecido como baião, é o principal precursor do forró na sua base rítmica e instrumental, sendo o ritmo mais tocado nessa festividade e gênero musical até os dias atuais. Apesar do ritmo ser conhecido como baião desde o século XIX, só se transformou em um gênero musical a partir da década de 1940, foi estilizado, urbanizado e popularizado pelo cantor Luiz Gonzaga e pelo compositor Humberto Teixeira.

## Exemplo
Umbigada (Lundu de Roda)
(Autor desconhecido)
Uê, uê... uê, uá..Uê, uê... uê, uá...
A lua vai saí e eu vô girá. A lua vai saí e eu vô girá.
Vou caçá meu tatu, meu tamanduá.
Vou caçá meu tatu, meu tamanduá.
Uê, uê... uê, uá...Uê, uê... uê, uá...
Umbigada de papudo é papudo que dá.
Eu também sô papudo eu também quero dá.
Uê, uê... uê, uá...Uê, uê... uê, uá...
O jacu tá no pau, atira, Antonio.
O jacu tá no pau, eu vô atirá.
Umbigada de papudo é papudo que dá.
Eu também sô papudo eu também quero dá.
Uê, uê... uê, uá...Uê, uê... uê, uá...
Urubu desceu na terra com fama de dançadô.
Gavião pegô a dama gavião foi quem dançô.
Ora dança, urubu! Não senhor! Ora dança, urubu! Não senhor!

## Representantes
- Cândido Inácio da Silva
- Domingos Caldas Barbosa
- Francisco Manuel da Silva
- Laurindo Rabelo
- Xisto Bahia